# مایکل رینولدز

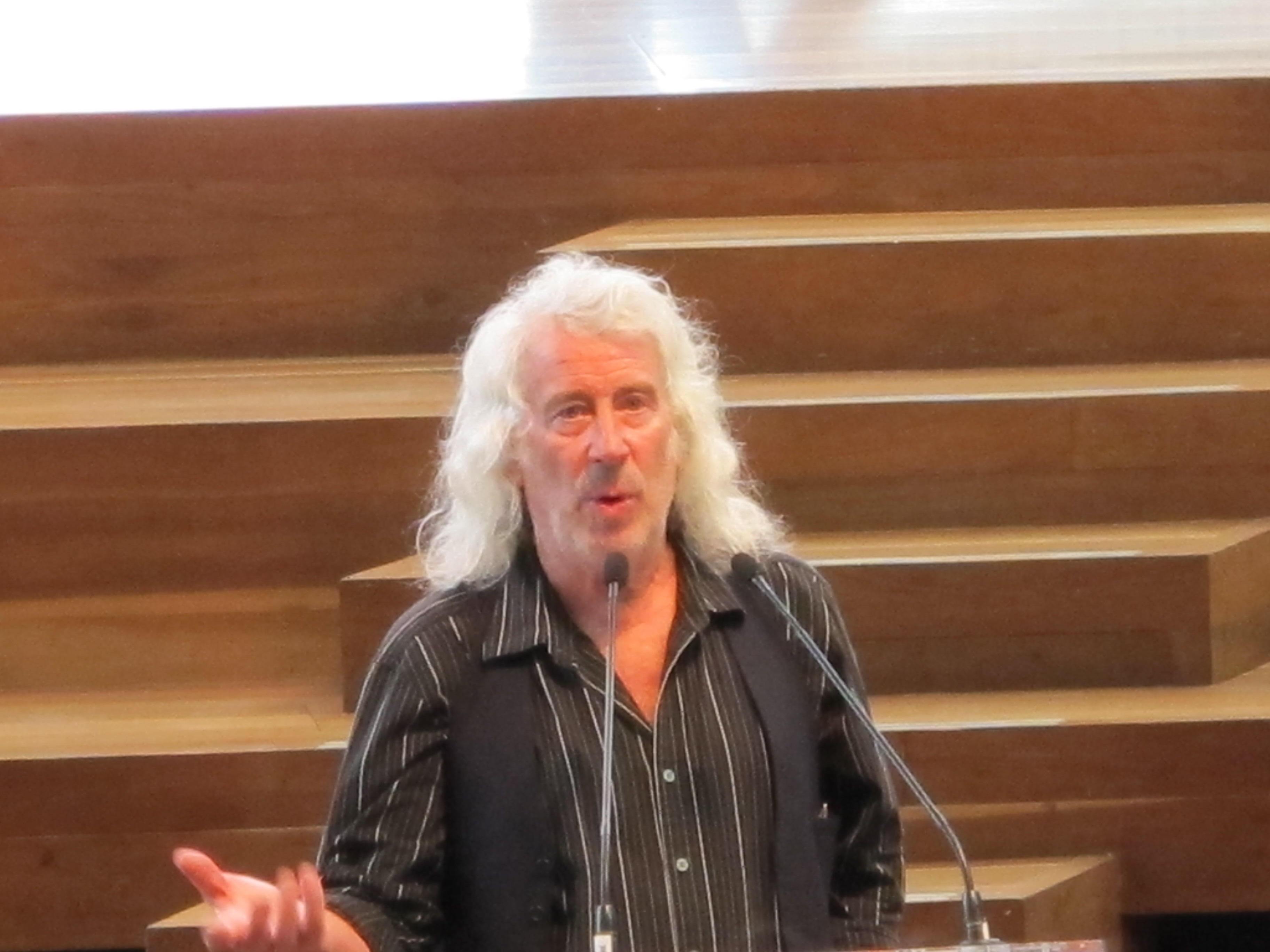
رینولدز در ۲۰۱۱

مایکل رینولدز (به انگلیسی: Michael E. "Mike" Reynolds) (زاده ۱۹۴۵) یک معمار آمریکایی مستقر در نیومکزیکو است که به دلیل طراحی و ساخت خانه‌های خورشیدی منفعل "خاکی" معروف است. او طرفدار «زندگی کاملاً پایدار» است. او منتقد حرفه معماری به دلیل پایبندی به تئوری و عمل مرسوم بوده و طرفدار استفاده مجدد از مصالح ساختمانی نامتعارف از جریان‌های زباله مانند لاستیک اتومبیل است. وی طی ۴۰ سال اخیر با به چالش گرفتن نظام معماری و آیین نامهٔ ساخت وساز منطقه‌ای، اقدام به ساختن خانه‌های "خارج از شبکه" کرده که برای ساختن آن‌ها به انرژی نیازی نیست یا به انرژی بسیار کمی نیاز است و هیچ گونه انتشار گازهای گلخانه‌ای هم ندارند. رینولدز آن‌ها را «سفینه‌های زمینی» می‌خواند. این خانه‌ها دارای اسکلت خود کفا هستند که برای گرمایش، سرمایش، تولید نور، جمع‌آوری و پمپ کردن آب، بازیافت فاضلاب، و حتی پرورش محصولات غذایی در گلخانه‌های سربسته، حداکثر استفاده را از منابع تجدید پذیر - خورشید، باد، باران و برف- می‌کنند.
پدر مایکل رینولدز فردی بود که از دور ریختن لوازم و زباله‌های خشک پرهیز می‌کرد ولی استفاده ای از این لوازم نمی‌برد. مایک که این لوازم و مواد مازاد را می‌دید همیشه این تفکر را داشت تا بتواند از این ضایعات بهترین استفاده را ببرد. او با تجربه معماری و نحوه بدست آوردن ضایعات دور ریختنی این هنر را که به نفع بشریت است برای نظام معماری بازیافتی ایجاد نمود.